# Castro Verde
Castro Verde ('kaʃtɾu 'veɾd(ɨ)) è un comune portoghese di 7 603 abitanti situato nel distretto di Beja.

## Società

### Evoluzione demografica
| Popolazione di Castro Verde (1801 – 2004) | Popolazione di Castro Verde (1801 – 2004) | Popolazione di Castro Verde (1801 – 2004) | Popolazione di Castro Verde (1801 – 2004) | Popolazione di Castro Verde (1801 – 2004) | Popolazione di Castro Verde (1801 – 2004) | Popolazione di Castro Verde (1801 – 2004) | Popolazione di Castro Verde (1801 – 2004) | Popolazione di Castro Verde (1801 – 2004) |
| ----------------------------------------- | ----------------------------------------- | ----------------------------------------- | ----------------------------------------- | ----------------------------------------- | ----------------------------------------- | ----------------------------------------- | ----------------------------------------- | ----------------------------------------- |
| 1801                                      | 1849                                      | 1900                                      | 1930                                      | 1960                                      | 1981                                      | 1991                                      | 2001                                      | 2004                                      |
| 2027                                      | 5930                                      | 7712                                      | 11032                                     | 11637                                     | 7472                                      | 7762                                      | 7603                                      | 7702                                      |

## Freguesias
- Casével
- Castro Verde
- Entradas
- Santa Bárbara de Padrões
- São Marcos da Ataboeira